# Шебанін В'ячеслав Сергійович
В'ячесла́в Сергі́йович Шебанін (нар. 1 січня 1949, Золотоноша, Черкаська область) — доктор технічних наук (1993), професор (1992), Заслужений діяч науки і техніки України (2000), академік Національної академії аграрних наук України (2016), ректор Миколаївського національного аграрного університету.

## Біографія
Народився 1 січня 1949 р. у м. Золотоноша Черкаської області.
Закінчив Одеський державний університет ім. І. І. Мечнікова у 1972 р. за фахом математик, викладач математики.
Свою професійну діяльність розпочав у 1973 р. на посаді асистента кафедри вищої математики та механіки Миколаївського інженерно-будівельного факультету (філії Одеського інженерно-будівельного інституту). Працював до 1984 р., обіймаючи посаду старшого викладача кафедри вищої математики та механіки.
Захистив кандидатську (1983) дисертацію на тему: «Исследование сложного сопротивления бистальных сечений строительных конструкций в области ограниченных пластических деформаций» в Одеському інженерно-будівельному інституті.
З 1984 по 1985 р. працював на посаді доцента кафедри загальнонаукових дисциплін; з 1985 по 1988 р. — декан факультету механізації сільського господарства та агрономії; з 1988 по 1990 р. — декан факультету механізації сільського господарства; з 1990 по 1992 р. — завідувач кафедри вищої математики та фізики Миколаївської філії Одеського сільськогосподарського інституту. У 1992–1999 рр. — проректор з наукової роботи та завідувач кафедри вищої математики та фізики Миколаївського сільськогосподарського інституту.
Захистив докторську дисертацію на тему: «Міцність металевих згинних конструкцій з урахуванням фізичної і геометричної нелінійності в межах обмежених пластичних деформацій» в Одеському інженерно-будівельному інституті (1993).
У 1992 р. присвоєно вчене звання професора.
З 1999 по липень 2001 р. працював проректором з наукової роботи, директором Науково-дослідного інституту нових агропромислових об'єктів та навчально-інформаційних технологій Миколаївської державної аграрної академії. З липня 2001 р. по теперішній час — ректор Миколаївського національного аграрного університету. Одночасно завідує кафедрою вищої та прикладної математики факультету механізації сільського господарства.
З 1973 р. професор В. С. Шебанін займається науковою роботою за напрямом розроблення нових методів розрахунку стержневих металевих конструкцій з урахуванням фізичної та геометричної нелінійності у галузі обмежених пластичних деформацій. Ним започатковано наукову школу з удосконалення теорії граничних станів металевих конструкцій і комп'ютеризації аграрної освіти.
Під керівництвом та за ініціативою В. С. Шебаніна розроблено перспективні інноваційно-інвестиційні проекти, які плануються до реалізації Миколаївським національним аграрним університетом, серед яких: створення регіонального наукового агротехнопарку; національного наукового кластеру «Родючість ґрунтів»; будівництво навчально-науково-виробничого комплексу зі свинарства; реконструкція тваринницького комплексу великої рогатої худоби в умовах ННПЦ університету; будівництво біогазової когенераційної установки для виробництва біогазу та електроенергії в умовах ННПЦ університету; створення науково-виробничої лабораторії з виробництва та визначення якості м'яса, молока та м'ясо-молочних продуктів; складання плодового саду; створення лабораторії з визначення ГМО; будівництво тепличного комплексу в умовах ННПЦ університету; зарибнення ставків в умовах ННПЦ та інші проєкти.
За ініціативою і під керівництвом В. С. Шебаніна створено науковий інститут інноваційних технологій і змісту аграрної освіти Миколаївського державного аграрного університету як науковий підрозділ університету для розвитку інноваційної діяльності та підвищення рівня результативності і конкурентоспроможності навчальної, науково-дослідної, виробничо-господарської, кадрово-інтелектуальної, міжнародної, культурно-виховної та іміджевої діяльності університету.
Автор і співавтор понад 300 наукових і методичних праць, 2 патентів, 13 монографій та підручників, 11 винаходів. Під його керівництвом успішно захищено 7 кандидатських дисертацій, готуються до захисту докторська та кандидатська дисертації.
Ректор В. С. Шебанін спрямовує колектив університету на формування нової генерації фахівців, які, оволодівши фундаментальними і спеціальними знаннями, були б здатні до самостійної творчої праці з урахуванням вимог часу та змін, що відбуваються у суспільстві.

## Нагороди
- Заслужений діяч науки і техніки України, 2000 р.;
- Орден «За заслуги» ІІІ ступеня, 2004 р;
- Знак Пошани Міністерства аграрної політики України, 2004 р.;
- Нагрудний знак «Відмінник аграрної освіти та науки» ІІІ ступеня, 2006 р.;
- Городянин року — 2006 у номінації «Наука і вища школа», 2006 р.;
- Почесна Грамота Верховної Ради України «За особливі заслуги перед українським народом», 2007 р.;
- Орден «За заслуги» ІІ ступеня, 2008 р.;
- Почесна відзнака «За заслуги перед містом Миколаєвом», 2008 р.;
- Нагрудний знак «Відмінник аграрної освіти та науки» І ступеня, 2008 р.;
- «Людина року Миколаївщини-2008» у номінації «Освіта та наука», 2008 р.;
- «Людина року — 2012», Миколаїв, 2012 р.
- Орден «За заслуги» І ступеня, 2015 р.;

## Державна і громадська робота
Професор В. С. Шебанін бере активну участь у державній і громадській роботі в Україні та міжнародних організаціях:
- член Відділення регіональних центрів наукового забезпечення агропромислового виробництва Національної академії аграрних наук України;
- академік Академії наук вищої освіти України відділення проблем будівництва і архітектури (з 1998);
- голова Миколаївського обласного відділення Української асоціації з металевих конструкцій (з 1998);
- член 2-х спеціалізованих вчених рад із захисту докторських дисертацій Миколаївського НАУ та Одеської академії будівництва і архітектури;
- член Акредитаційної комісії України[1];
- член науково-технічної ради Міністерства аграрної політики і продовольства України;
- голова Ради ректорів вищих навчальних закладів Миколаївської області;
- головний редактор науково-практичного збірника «Вісник аграрної науки Причорномор'я»;
- академік Української академії економічної кібернетики (з 2001);
- член Атестаційної колегії Міністерства освіти і науки України (2002);
- академік Польської академії наук (Люблінське відділення) (з 2002);
- член-кореспондент Національної академії аграрних наук України (відділення наукового забезпечення трансферу інновацій) (з 2007 р.;
- академік Національної академії аграрних наук України (з 2016).